# Red herring (Redewendung)
Als red herring („roter Hering“) wird in der englischen Sprache sprichwörtlich ein Ablenkungsmanöver bezeichnet, insbesondere im Phraseologismus to throw someone a red herring‘, der wortwörtlich „jemandem einen roten Hering zuwerfen“ bedeutet, sinngemäß so viel wie „jemanden auf eine falsche Fährte locken“. Ein deutscher Begriff ist etwa Nebelkerze; in jüngster Zeit findet sich die Lehnübersetzung Roter Hering bisweilen auch im deutschen Schrifttum.

## Etymologie
Im eigentlichen Sinne bezeichnet red herring einen geräucherten Salzhering: durch das Räuchern verfärbt sich der Fisch rötlich. Sprichwörtlich wurde er im Englischen nicht nur in der heute üblichen Bedeutung „Finte“, sondern auch in der bereits 1546 in John Heywoods Proverbes aufgeführten Redensart „neither fish, nor flesh, nor good red herring“ („weder Fisch noch Fleisch noch Räucherhering“, will sagen: „nichts Richtiges“; heute so gut wie obsolet, stattdessen heute zumeist neither fish nor fowl).
Im Wortsinn „Finte, falsche Fährte“ ist red herring hingegen erst seit Mitte des 19. Jahrhunderts geläufig. Er gründet in der weitverbreiteten, aber irrigen Vorstellung, Jagdhunde verlören die Witterung oder ließen sich gar auf eine falsche Fährte locken, wenn man sie nur dem strengen Geruch eines Pökelherings aussetzt. Diese Erklärung entbehrt zwar jeder wissenschaftlichen oder waidmännischen Grundlage, wurde und wird aber in fast allen einschlägigen Nachschlagewerken kolportiert, so auch noch in der zweiten Ausgabe des Oxford English Dictionary von 1989. In der aktualisierten Online-Fassung des Eintrags zum Red Herring trägt das OED jedoch mittlerweile jüngeren Quellenforschungen Rechnung, die ergeben haben, dass der Urheber dieses Ammenmärchens wohl der englische Pamphletschreiber William Cobbett (1763–1835) war. Mindestens dürfte Cobbett entscheidend zu seiner Popularisierung beigetragen haben; in seinem Political Register schilderte er zuerst 1807 und erneut 1835, wie er als junger Wilderer die Spürhunde der rivalisierenden Jäger auf eine falsche Fährte gelockt habe.

## Vorkommen
Der Begriff Red Herring ist in vielen Zusammenhängen gebräuchlich. Er kann überall angewandt werden, wo ein Ablenkungsmanöver beschrieben werden soll.

### Rhetorik
In Rhetorik und Argumentationstheorie ist der Red Herring ein unsachliches Argument, mit dem der Diskussionsgegner oder das Publikum abgelenkt werden soll.

### Politik
In der Politik ist der Red Herring ein Instrument der Propaganda, um den Gegner oder dessen Bevölkerung zu desinformieren. Ebenso wird er zur Diskreditierung eines Gegners gegenüber der eigenen Bevölkerung genutzt. Beispielsweise war die Marxistisch-Leninistische Partij Nederland eine Tarnorganisation des niederländischen Geheimdienstes BVD, um die niederländische Kommunistenszene zu diskreditieren. Die CIA kannte die Aktion unter Operation Red Herring. In der Innenpolitik wird der Red Herring eingesetzt, um von kontroversen Entscheidungen abzulenken, indem Unwichtiges in den Vordergrund gerückt wird.

### Erzähltechnik
In der Erzähltheorie ist der Red Herring eine Erzähltechnik. In Erzählungen sowie in Filmen und Adventure-Spielen ist er ein Hinweis, der wichtig erscheint, aber nichts mit der eigentlichen Handlung zu tun hat.
- In der Literaturwissenschaft, insbesondere in der Auseinandersetzung mit der Kriminalliteratur, wird der Begriff Red Herring schon längere Zeit synonym zu den Begriffen falsche Fährte oder falsche Spur gebraucht.[5] Neben dem Cliffhanger ist er die wichtigste Technik zum Aufbau eines Spannungsbogens in Thrillern.

- In der Filmwissenschaft geriet der Red Herring erst vor kurzem in die Aufmerksamkeit.[6] Er wird häufig mit dem von Alfred Hitchcock geprägten Begriff MacGuffin verwechselt. Mit MacGuffin werden Gegenstände oder Personen bezeichnet, die sich zwar als unwesentlich für die Handlung erweisen, diese aber dennoch voranbringen, dagegen führt ein Red Herring den Zuschauer von der Handlung weg.[7]

- In Adventure-Spielen, in denen der Spieler Gegenstände findet und damit Rätsel zu lösen hat, ist der Red Herring in Form nutzloser Gegenstände gebräuchlich.[8] Beispielsweise findet sich im LucasArts-Adventure Maniac Mansion eine Motorsäge mit dem Hinweis auf fehlendes Benzin. Obwohl die Spieleprogrammierer versichert haben, dass die Motorsäge im Spiel nie gebraucht wird, hat man sehr lange über den Zweck der Motorsäge spekuliert. Letztendlich findet man das zugehörige Benzin im Spiel Zak McKracken, einem späteren Spiel desselben Herstellers. Allerdings kann man es ebenfalls nicht benutzen, da es dort keine Motorsäge gibt. Im später erschienenen spirituellen Nachfolger Thimbleweed Park findet man später selbstreferenzierend die Motorsäge samt Benzin und kann damit einen Gang zum Abwassersystem öffnen, wo man unter anderem einen Sack mit roten Heringen findet.

### Anspielungen
Der Red Herring wird vielfach auch in der Art eines Insiderwitzes zitiert, jedoch dann ohne die eigentliche Bedeutung; meist durch Abbildung oder Erwähnung eines tatsächlichen roten Fisches:
- Im Adventure The Secret of Monkey Island lässt ein als Troll verkleideter Brückenwächter (vgl. Brückentroll) den Spieler erst passieren, wenn der ihm einen Gegenstand bringt, der „wichtig aussieht, aber zu nichts nütze ist“. Gibt man ihm einen roten Hering, den man andernorts im Spiel findet, so lässt er den Spieler vorbei.
- Bischof Aringarosa im Roman Sakrileg von Dan Brown lenkt von dem eigentlichen Antagonisten Sir Leigh Teabing ab. Der Name Aringarosa ist aus zwei italienischen Wörtern zusammengesetzt, nämlich „aringa“ und „ros(s)a“, was im Deutschen wörtlich mit „roter Hering“ übersetzt wird.
- In der Fernsehserie Die Pinguine aus Madagascar werden des Öfteren rote Heringe erwähnt oder sogar gezeigt, immer in den verschiedensten Zusammenhängen (am häufigsten als Lebensmittel).
- Im Adventure Toonstruck kann man beim „Schollenspülen“ (einer Art Glücksspiel) verschiedene Fische gewinnen, als Einsatz dient ein roter Hering.

### Fragebogen-Methodologie
In der Fragebogenkonstruktion (empirische Sozialforschung) stellt ein Red Herring eine Qualitätskontrollmaßnahme in einer Umfrage in Form einer Ablenkungsfrage dar. So wird eine falsche, unmögliche oder unlogische Antwort unter mehreren anderen gültigen Antworten platziert, um leicht diejenigen Befragungsteilnehmenden identifizieren und aus dem sich ergebenden Datensatz ausschließen zu können, die die Umfrage nicht vollständig gelesen und sich mit ihr beschäftigt haben. Personen, die den Fragebogen beispielsweise lediglich wegen eines Anreizes (Preis, Geld, Verlosung etc.) ausfüllen und die Antworten, ohne zu lesen, einfach „durchhaken“, wählen bei einer solchen „Validitätsfrage“ (roter Hering) möglicherweise unsinnige Antworten aus. Zum Beispiel könnte die Frage „Welche der folgenden Sportarten ist kein Ballsport? a) Fußball b) Tennis c) Cookies d) Baseball“ unaufmerksame Teilnehmende identifizieren, die auch bei anderen Fragen mit einer erhöhten Wahrscheinlichkeit keine sinnvollen Antworten gegeben haben und geben werden.